# Cappella delle Sante Croci

La cappella delle Sante Croci. Si notano l'altare di Carlo Carra, la spessa inferriata del 1500 e, sul fondo, il cassone dorato.

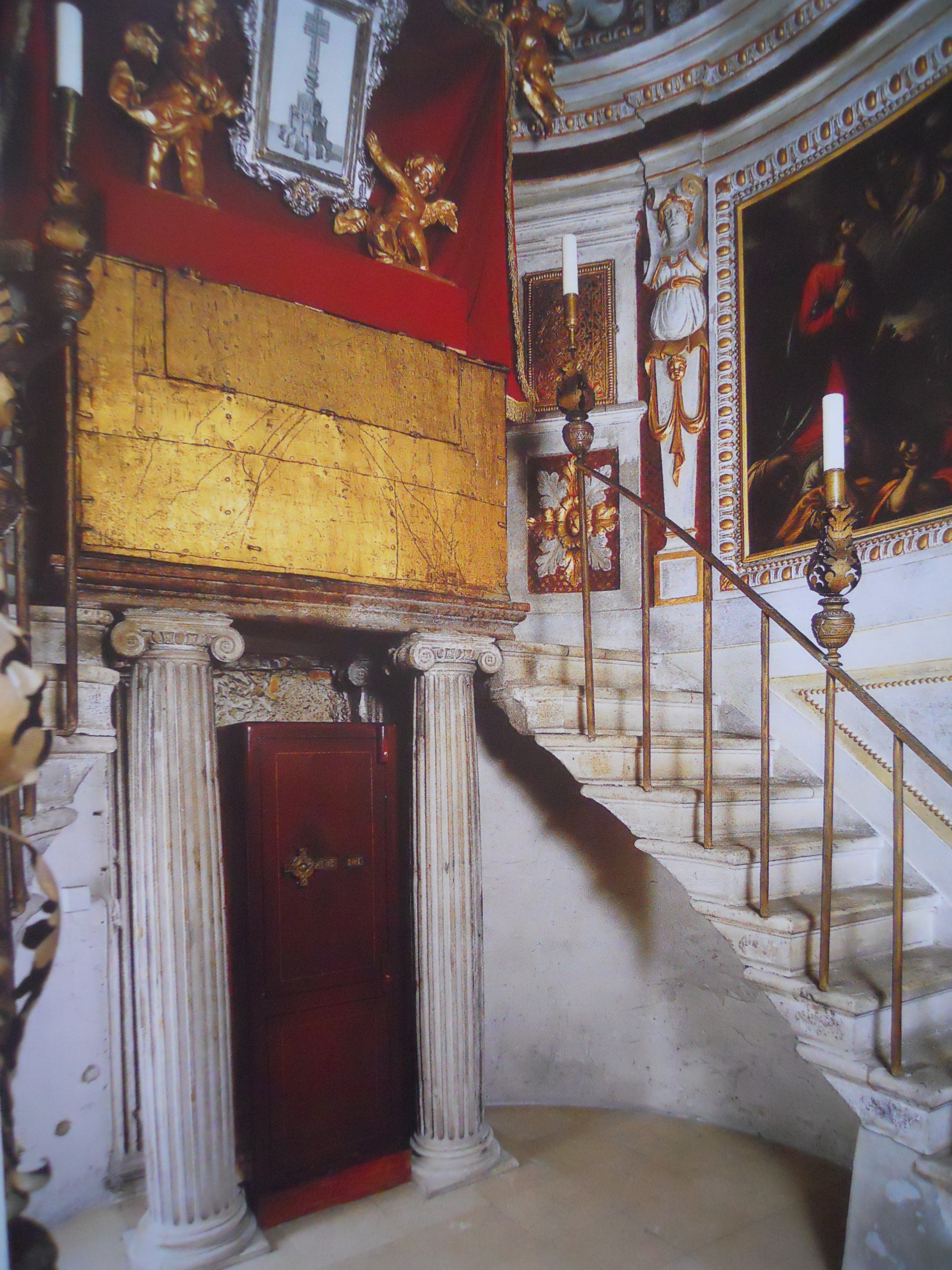
L'interno della cappella: si notano l'antico cassone in ferro dorato e la nuova cassaforte del tesoro, posizionata nel 1935.

La cappella delle Sante Croci è una cappella interna al duomo vecchio di Brescia, situata nel transetto nord. Edificata alla fine del Quattrocento e ricostruita all'inizio del Seicento, vi si conserva il prezioso tesoro delle Sante Croci.
La cappella è la sede del culto della compagnia dei Custodi delle Sante Croci, storica confraternita fondata ufficialmente nel 1520 con lo scopo di amministrare e salvaguardare il tesoro.

## Storia
L'edificazione della cappella è legata alla storia del tesoro delle Sante Croci, custodito nel duomo vecchio a partire dall'XI-XIII secolo. Fino alla fine del Quattrocento, il tesoro viene conservato in un grande cassone di ferro dorato riposto nella sagrestia della cattedrale. Il culto del frammento della Vera Croce di Cristo, pezzo principale del tesoro, doveva però richiedere spazi più ampi e di libero accesso: il 25 settembre 1495 è registrato il sovvenzionamento, da parte del comune cittadino, dell'edificazione di una vera cappella dove poter custodire il tesoro. Il progetto è affidato a Bernardino da Martinengo, mastro murario già al lavoro nel duomo per l'erezione del nuovo coro, a pochi metri da dove sarebbe sorta la cappella.
I lavori devono prendere, verosimilmente, avvio immediato: il 12 giugno 1500, in consiglio comunale si pone l'attenzione sul fatto che la sicurezza del tesoro non può più essere garantita a causa del cantiere del nuovo coro, troppo vicino alla sagrestia dove ancora si trovava riposto. Un paio di settimane dopo, il consiglio delibera di trasferire definitivamente il tesoro della cappella appena edificata, ma certo ancora spoglia di qualsiasi decorazione, e di garantirne la sicurezza mediante una robusta grata da porre all'ingresso. Il tesoro, assieme all'originale cassone, viene quindi ricollocato nella nuova cappella e la grata, affidata al fabbro Geronimo da Noboli, viene battuta e posizionata nel medesimo anno.
Nel 1526, lo storico Pandolfo Nassino dà notizia della perdita di una pala a causa di un incendio, lamentandone la bellezza perduta ma tacendo sul nome dell'autore. Nel 1527 è invece attestato il pagamento a Floriano Ferramola per le sue pitture nella cappella, evidentemente un ciclo di affreschi. Al 1550 è databile la produzione e il posizionamento del Cristo e l'angelo del Moretto, nuova pala d'altare della cappella. Dal 1571 è presente in duomo Giovanni Maria Piantavigna che interviene estesamente sull'edificio con una lunga serie di modifiche e aggiornamenti, ai quali non dovette essere estranea la cappella delle Sante Croci, anche se è ignoto in quale misura. Nel 1596, a seguito della visita apostolica di san Carlo Borromeo, avvenuta nel 1580, vengono promossi alcuni lavori di abbellimento della cappella, commissionando ad Andrea Colomba, che lavorerà in collaborazione con il figlio Giovanni Antonio, un ricco manto di stucchi.
Si colloca al primo ventennio del Seicento la profonda revisione barocca della cappella: agli stucchi già eseguiti pochi anni prima si aggiungono le pitture murali di Francesco Giugno, le due tele, con relative cornici in stucco, di Antonio Gandino e Grazio Cossali e una revisione generale delle decorazioni marmoree. Allo scultore Carlo Carra è commissionato il nuovo altare, mentre ad altri lapicidi e marmisti sono commissionati la nuova pavimentazione ed altre opere minori. Nella seconda metà del Seicento si registrano invece commissioni per un rinnovo dell'argenteria, tra cui candelieri, lampade e altri oggetti liturgici. Nel 1696 viene pagata la grande lampada centrale dell'orefice Giuseppe Lugo.
Nel Settecento può dirsi conclusa l'attività edilizia nella cappella, limitata a lavori di manutenzione o di comunque modesta portata. Vi sono, per contro, molte nuove commissioni per pezzi di argenteria liturgica. Stesso tipo di interventi si attestano nell'Ottocento. Nel 1931 viene deliberata la sostituzione del cassone, antica custodia del tesoro, con una moderna cassaforte, che viene acquistata e posizionata dove ancora oggi si trova, nel piccolo vano sotto il grande baule, il 23 dicembre 1935.

## Opere nella cappella
- Grazio Cossali, Apparizione della Croce a Costantino, 1606, parete sinistra.
- Antonio Gandino, Donazione di Namo di Baviera, 1605, parete destra.